# Yitzhak Yedid

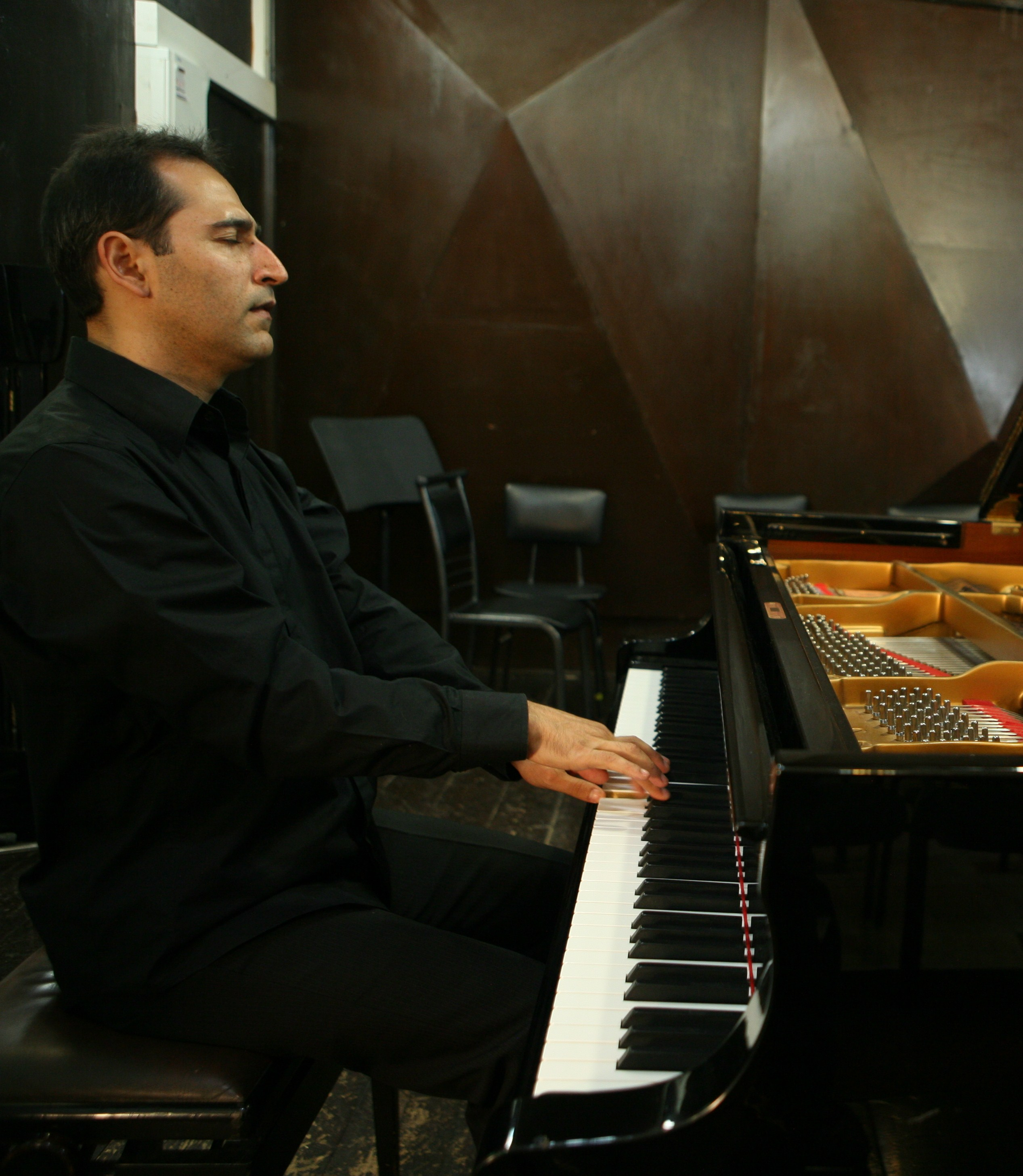
Yitzhak Yedid, 2009

Yitzhak Yedid (em hebraico:  יצחק ידיד , Jerusalém, 29 de setembro de 1971) é um pianista e compositor de Israel.
Nasceu em uma família síria-iraquiana e estudou na  Jerusalem Academy of Music and Dance, o  New England Conservatory of Music e na Monash University de Melbourne, Australia, país onde vive desde há vários anos.

## Discografia
- 2012 : Visions, Fantasies and Dances, Music for String Quartet
- 2008 : Oud Bass Piano Trio, Between the lines
- 2006 : Reflections upon six Images, Between the lines
- 2005 : Passions & Prayers, Between the lines
- 2003 : Myth of the cave, Between the lines
- 2002 : Inner outcry – Yedid trio, Musa records
- 2002 : Ras Deshen – con Abate Berihun, Ab
- 2000 : Full moon Fantasy – solo piano, Musa Records
- 1998 : Trio avec Masashy Harada & Bahab Rainy
- 1997 : Duo Paul Bley & Yitzhak Yedid